# جيم والمسلي
جيم والمسلي (من مواليد 17 يناير 1990) هو عداء مسافات طويلة أمريكي. وهو متخصص في المسار الفائق، ويشمل فوزه سباق JFK 50 ميل في أعوام 2014 و2015 و2016، وبحيرة سونوما 50 في عامي 2016 و2018، وتاراويرا ألتراماراثون في عام 2017، والولايات الغربية 100 في أعوام 2018 و2019 و2021. العديد من سجلات الدورات ، بما في ذلك الولايات الغربية 100، الذي تم تسجيله في عام 2018 وتم تحسينه بمقدار 21 دقيقة في عام 2019. وفي عام 2023، أصبح أول رجل أمريكي يفوز بسباق الترا تريل دو مونت بلانك.

## سجلات السباق
| امتحان            | وقت                                  | تاريخ            |
| ----------------- | ------------------------------------ | ---------------- |
| جون كنيدي 50      | 5:21:28 صباحًا – الرقم القياسي الحالي | 19 novembre 2016 |
| بحيرة سونوما 50   | 6:00:52 صباحًا                        | 9 avril 2016     |
| بحيرة سونوما 50   | 5:51:16 صباحًا – الرقم القياسي الحالي | 14 avril 2018    |
| بانديرا 100 ألف   | 7:46:37 صباحًا – الرقم القياسي الحالي | 9 janvier 2016   |
| الدول الغربية 100 | 2:30:04 مساءً                         | 23 juin 2018     |
| الدول الغربية 100 | 2:09:28 مساءً – الرقم القياسي الحالي  | 29 juin 2019     |